# Ordre de Bohdan Khmelnitsky (Ukraine)
L'ordre de Bohdan Khmelnitski (ukrainien : Орден Богдана Хмельницького) est une récompense militaire ukrainienne nommée en l'honneur de Bohdan Khmelnytsky, chef militaire et politique des Cosaques d'Ukraine. 
Le prix a été créé par le président ukrainien Leonid Koutchma pour célébrer le 50e anniversaire de la fin de la Seconde Guerre mondiale le 3 mai 1995.

## Les classes
| Classe     | Ruban | Médaille |
| ---------- | ----- | -------- |
| 1re classe |       |          |
| 2e classe  |       |          |
| 3e classe  |       |          |

## Personnalités décorées
- Serhii Popko, commandant des forces terrestres,
- Serhiy Deyneko, commandant des gardes frontières,
- Viktor Nikoliouk, chef du commandement opérationnel nord,
- Oleksandr Syrsky, chef de l'Armée de terre ukrainienne,
- Ievhen Moïssiouk, commandant en second de l'armée ukrainienne.
- Petro Tronko, historien et vétéran de la 2GM.